# Giro del Piemonte 1919
Il Giro del Piemonte 1919, dodicesima edizione della corsa, si svolse il 4 maggio 1919 su un percorso di 314 km. La vittoria fu appannaggio dell'italiano Costante Girardengo, che completò il percorso in 11h40'00", precedendo i connazionali Gaetano Belloni ed Angelo Gremo.
Sul traguardo di Torino 12 ciclisti, su 28 partiti dalla medesima località, portarono a termine la competizione.

## Ordine d'arrivo (Top 10)
| Pos. | Corridore           | Squadra         | Tempo     |
| ---- | ------------------- | --------------- | --------- |
| 1    | Costante Girardengo | Stucchi         | 11h40'00" |
| 2    | Gaetano Belloni     | Bianchi-Pirelli | a 4'45"   |
| 3    | Angelo Gremo        | Stucchi         | a 7'03"   |
| 4    | Pietro Aymo         | Verdi           | a 17'00"  |
| 5    | Giuseppe Santhià    | Peugeot         | a 17'15"  |
| 6    | Giuseppe Olivieri   | Stucchi         | a 18'55"  |
| 7    | Ezio Corlaita       | Stucchi         | a 28'15"  |
| 8    | Ugo Ruggeri         | -               | a 28'16"  |
| 9    | Carlo Durando       | Verdi           | a 31'50"  |
| 10   | Luigi Lucotti       | Bianchi-Pirelli | a 57'20"  |